# Az Ayreon vendégzenészeinek listája
Az itt felsorolt zenészek részt vettek valamelyik Ayreon album elkészítésén. Rajtuk kívül az együttes alapítója, Arjen Lucassen énekelt minden albumon és sokféle hangszeren játszott is.

## Ének
| Énekes                                                        | Album, amin szerepelt                             | Szerepe              |
| ------------------------------------------------------------- | ------------------------------------------------- | -------------------- |
| Andi Deris (Helloween)                                        | Universal Migrator Part 2: Flight of the Migrator |                      |
| Anneke van Giersbergen (The Gathering)                        | Into the Electric Castle                          | Egyiptomi            |
| Anneke van Giersbergen (The Gathering)                        | Ayreonauts Only                                   | -                    |
| Astrid van der Veen (theEndorphins)                           | Ayreonauts Only                                   | -                    |
| Astrid van der Veen (theEndorphins)                           | Fate of a Dreamer (Ambeon)                        | –                    |
| Axel Joseph Langemeijer (ex-Bodine)                           | III · Three Times Running (Bodine)                | –                    |
| Barry Hay (Golden Earring)                                    | The Final Experiment                              | –                    |
| Bruce Dickinson (Iron Maiden)                                 | Universal Migrator Part 2: Flight of the Migrator | –                    |
| Damian Wilson (ex-Rick Wakeman, Threshold (UK), Landmarq)     | Into the Electric Castle                          | Lovag                |
| Damian Wilson (ex-Rick Wakeman, Threshold (UK), Landmarq)     | Universal Migrator Part 1: The Dream Sequencer    | –                    |
| Damian Wilson (ex-Rick Wakeman, Threshold (UK), Landmarq)     | Ayreonauts Only                                   | -                    |
| Dan Swanö (Nightingale, Edge of Sanity, ex-Bloodbath (Swe))   | Space Metal (Star One)                            | –                    |
| Dave Brock (Hawkwind)                                         | Space Metal (Star One)                            | –                    |
| Debby Schreuder                                               | The Final Experiment                              | –                    |
| Devin Townsend (Strapping Young Lad, The Devin Townsend Band) | The Human Equation                                | Düh                  |
| Devon Graves (Dead Soul Tribe, Psychotic Waltz)               | The Human Equation                                | Gyötrelem            |
| Edward Reekers (ex-Kayak)                                     | Into the Electric Castle                          | Jövőbeli             |
| Edward Reekers (ex-Kayak)                                     | Universal Migrator Part 1: The Dream Sequencer    | –                    |
| Edward Reekers (ex-Kayak)                                     | The Final Experiment                              | -                    |
| Edward Reekers (ex-Kayak)                                     | Actual Fantasy                                    | -                    |
| Edward Reekers (ex-Kayak)                                     | Ayreonauts Only                                   | -                    |
| Edwin Balogh (ex-Omega)                                       | Into the Electric Castle                          | Római                |
| Eric Clayton (Saviour Machine)                                | The Human Equation                                | Ok                   |
| Erik Norlander                                                | Universal Migrator Part 1: The Dream Sequencer    | –                    |
| Erik Norlander                                                | Universal Migrator Part 2: Flight of the Migrator | –                    |
| Fabio Lione (Rhapsody of Fire)                                | Universal Migrator Part 2: Flight of the Migrator | –                    |
| Fish (Fish, ex-Marillion)                                     | Into the Electric Castle                          | Hegylakó             |
| Floor Jansen (ReVamp, After Forever, Northward, Nigthwish)    | Universal Migrator Part 1: The Dream Sequencer    | –                    |
| Gary Hughes (Ten)                                             | Ayreonauts Only                                   | –                    |
| George Oosthoek (Orphanage)                                   | Into the Electric Castle                          | Halál                |
| Hansi Kürsch (Blind Guardian)                                 | 01011001, The Source, Universe                    | –                    |
| Heather Findlay (Mostly Autumn)                               | The Human Equation                                | Szerelem             |
| Ian Parry (Elegy)                                             | Universal Migrator Part 2: Flight of the Migrator | –                    |
| Ian Parry (Elegy)                                             | The Final Experiment                              | -                    |
| Ian Parry (Elegy)                                             | Ayreonauts Only                                   | -                    |
| Irene Jansen (ex-Karma)                                       | The Human Equation                                | Szenvedély           |
| Jacqueline Govaert (Krezip)                                   | Universal Migrator Part 1: The Dream Sequencer    | –                    |
| James LaBrie (Dream Theater)                                  | The Human Equation                                | Én                   |
| Jan-Chris de Koeijer (Gorefest)                               | The Final Experiment                              | –                    |
| Jay van Feggelen (ex-Bodine)                                  | Into the Electric Castle                          | Barbár               |
| Jay van Feggelen (ex-Bodine)                                  | The Final Experiment                              | -                    |
| Johan Edlund (Tiamat, Lucyfire)                               | Universal Migrator Part 1: The Dream Sequencer    | –                    |
| Lana Lane                                                     | Universal Migrator Part 1: The Dream Sequencer    | –                    |
| Lana Lane                                                     | Universal Migrator Part 2: Flight of the Migrator | –                    |
| Lenny Wolf (Kingdom Come)                                     | The Final Experiment                              | –                    |
| Leon Goewie (Vengeance (Neth))                                | The Final Experiment                              | –                    |
| Leon Goewie (Vengeance (Neth))                                | Ayreonauts Only                                   | -                    |
| Lucie Hillen                                                  | The Final Experiment                              | –                    |
| Magnus Ekwall (The Quill)                                     | The Human Equation                                | Büszkeség            |
| Marcela Bovio (ex-Hydra, Elfonía, Stream of Passion)          | The Human Equation                                | Feleség              |
| Mark McCrite (Rocket Scientists)                              | Universal Migrator Part 1: The Dream Sequencer    | -                    |
| Mikael Akerfeldt (Opeth, ex-Bloodbath (Swe))                  | The Human Equation                                | Félelem              |
| Mike Baker (Shadow Gallery)                                   | The Human Equation                                | Apa                  |
| Mirjam van Doorn                                              | The Final Experiment                              | –                    |
| Mouse (Tuesday Child)                                         | Universal Migrator Part 1: The Dream Sequencer    | –                    |
| Mouse (Tuesday Child)                                         | Ayreonauts Only                                   | -                    |
| Neal Morse (ex-Spock's Beard)                                 | Universal Migrator Part 1: The Dream Sequencer    | Az első ember        |
| Okkie Huysdens                                                | Actual Fantasy                                    | –                    |
| Peter Daltrey (ex-Kaleidoscope)                               | Into the Electric Castle                          | Forever of the Stars |
| Ralf Scheepers (Primal Fear)                                  | Universal Migrator Part 2: Flight of the Migrator | –                    |
| Robert Soeterboek (Wicked Sensation)                          | Universal Migrator Part 2: Flight of the Migrator | –                    |
| Robert Soeterboek (Wicked Sensation)                          | The Final Experiment                              | -                    |
| Robert Soeterboek (Wicked Sensation)                          | Actual Fantasy                                    | -                    |
| Robert Soeterboek (Wicked Sensation)                          | Ayreonauts Only                                   | -                    |
| Robert Westerholt (Within Temptation)                         | Into the Electric Castle                          | Halál                |
| Russell Allen (Symphony X)                                    | Universal Migrator Part 2: Flight of the Migrator | –                    |
| Ruud Houweling (Cloudmachine)                                 | The Final Experiment                              | –                    |
| Sharon den Adel (Within Temptation)                           | Into the Electric Castle                          | Indián               |
| Simone Simons (Epica)                                         | 01011001                                          | –                    |
| Timo Kotipelto (Stratovarius)                                 | Universal Migrator Part 2: Flight of the Migrator | –                    |

## Gitár
- Gary Wehrkamp (Shadow Gallery) – Universal Migrator Part 2: Flight of the Migrator
- Jan Somers (Vengeance (Neth))
- Michael Romeo (Symphony X) – Universal Migrator Part 2: Flight of the Migrator
- Oscar Holleman (ex-Vengeance (Neth)) – Universal Migrator Part 2: Flight of the Migrator
- Peer Verschuren (ex-Vengeance (Neth))
- Rheno Xeros (ex-Bodine)
- Ruud Houweling (Cloudmachine)

## Basszusgitár
- Armand van der Hoff (ex-Bodine)
- Jan Bijlsma (ex-Vengeance (Neth)) – The Final Experiment
- Jolanda Verduijn – The Final Experiment
- Peter Vink (ex-Finch) – The Final Experiment és Actual Fantasy (újra-kiadáson)
- Rheno Xeros (ex-Bodine)
- Walter Latupeirissa (Snowy White)

## Fuvola
- Barry Hay (Golden Earring)
- Ewa Albering (ex-Quidam)
- Jeroen Goossens (ex-Pater Moeskroen) – The Human Equation
- John McManus (Celtus) – The Human Equation
- Thijs van Leer (Focus) – Into the Electric Castle

## Didgeridoo
- Jeroen Goossens – The Human Equation

## Billentyű/Zongora/Hammond orgona
- Cleem Determeijer (ex-Finch) – The Final Experiment, Ayreonauts Only és Actual Fantasy
- Clive Nolan (Arena) – Into the Electric Castle, Universal Migrator Part 1: The Dream Sequencer és Universal Migrator Part 2: Flight of the Migrator
- Erik Norlander – Universal Migrator Part 2: Flight of the Migrator
- Gary Wehrkamp (Shadow Gallery) – Universal Migrator Part 2: Flight of the Migrator
- Jens Johansson (Stratovarius)
- Joost van den Broek (After Forever) – The Human Equation
- Keiko Kumagai (Ars Nova) – Universal Migrator Part 2: Flight of the Migrator
- Ken Hensley (ex-Uriah Heep) – The Human Equation
- Martin Orford (IQ, Jadis) – The Human Equation
- Oliver Wakeman – The Human Equation
- René Merkelbach – The Final Experiment, Into the Electric Castle, Ayreonauts Only, Actual Fantasy és Universal Migrator Part 2: Flight of the Migrator
- Robby Valentine (Valentine) – Into the Electric Castle
- Roland Bakker (ex-Vengeance (Neth)) – Into the Electric Castle
- Ton Scherpenzeel (Kayak) – Into the Electric Castle

## Szitár
- Jack Pisters – Into the Electric Castle

## Cselló
- Dewi Kerstens
- Marieke van der Heyden – The Human Equation
- Taco Kooistra – Into the Electric Castle

## Dob
- Ed Warby (Gorefest) – Into the Electric Castle, Actual Fantasy(újra-kiadáson), Universal Migrator Part 2: Flight of the Migrator és The Human Equation
- Ernst van Ee (Trenody) – The Final Experiment és Ayreonauts Only
- Gerard Haitsma (ex-Bodine)
- John Snels (ex-Vengeance (Neth))
- Matt Oligschlager (ex-Vengeance (Neth))
- Rob Snijders (ex-Celestial Season) – Universal Migrator Part 1: The Dream Sequencer
- Stephen van Haestregt – Ayreonauts Only
- Alexander Manyakin (ex-Aria)

## Hegedű
- Ernö Olah (Metropole Orchestra) – Into the Electric Castle
- Pat McManus (Celtus)
- Robert Baba – The Human Equation